# San Esteban del Valle
San Esteban del Valle è un comune spagnolo di 873 abitanti situato nella comunità autonoma di Castiglia e León.

## Storia

### Simboli
Lo stemma e la bandiera comunale sono stati approvati ufficialmente il 30 ottobre 2000.